# Groene Hart
Het Groene Hart is een binnen de Nederlandse Randstad gelegen, relatief dunbevolkt veenweidegebied. Rond het Groene Hart liggen Rotterdam, Den Haag, Zoetermeer, Leiden, Haarlem, Amsterdam en Utrecht. Binnen het Groene Hart ligt een aantal kleinere plaatsen, maar ook enkele middelgrote steden (met 50.000 tot 100.000 inwoners) als Alphen aan den Rijn, Gouda en Woerden. Gooise Meren, Hilversum en Nieuwegein liggen er niet in, maar grenzen er net aan. Het gebied is in 2004 aangewezen als Nationaal Landschap.

## Geschiedenis
De Hollands-Utrechtse laagvlakte is in de loop van vele eeuwen ontstaan door de groei van een dikke, natte veenlaag. Deze moerassige veengrond werd door ontwatering ten tijde van de Grote Ontginning geschikt gemaakt voor landbouw, veehouderij en het winnen van turf. In de middeleeuwen ontstond er een ring van steden rond het uitgestrekte waterrijke veenweidegebied. Dit gebied kreeg in de tweede helft van de twintigste eeuw de benaming 'het Groene Hart' en de steden noemde men de Randstad.
In de laagvlakte waren uitgestrekte verdedigingswerken van de Hollandse Waterlinie ingericht.

## Landschap
Het meest karakteristiek zijn de veenweidegebieden, waarvan het verkavelingspatroon veelal stamt uit de tijd van de Grote Ontginning van rond het jaar 1000. Binnen het Groene Hart verschilt de verkaveling sterk. Het gebied ten noordoosten van Leiden, dat reeds vroeg werd ontgonnen, kenmerkt zich door een onregelmatig blokvormige verkaveling. In het overige gebied overheerst de opstrekkende strokenverkaveling. Vooral in het Utrechtse plassengebied komen zeer langgerekte kavels voor. Bij de latere veenontginningen was de ontginning meer geordend en hadden de kavels een vaste diepte en breedte, de zogenoemde cope-verkaveling. De na de turfwinning noodzakelijk geworden droogmakerijen hebben een rechthoekige verkaveling en wegen- en slotenpatroon, dat vaak nog aanwezig is.

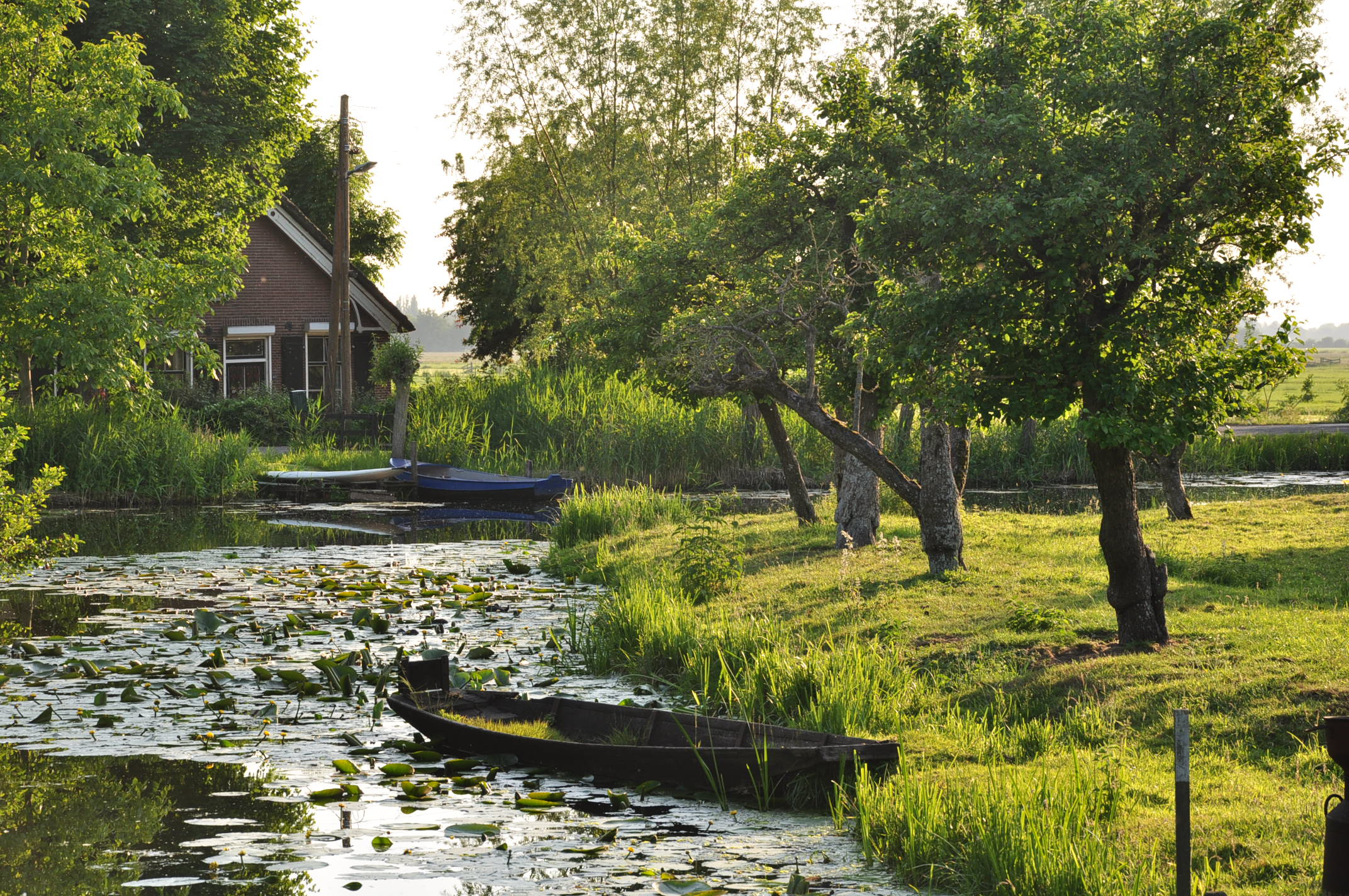
Idyllisch aanzicht van het riviertje de Vlist

Naast de verkavelingspatronen zijn oeverwallen, veenplassen, dijken, kaden, buitenplaatsen en landgoederen getuigen van de ontstaansgeschiedenis van het Groene Hart. De oeverwallen van veenrivieren en riviertjes waren in het oerlandschap de plekken, die goed toegankelijk waren via het water. Vanaf de middeleeuwen concentreerde de bewoning zich hier. Die zandige oeverwallen zijn de hoogstgelegen delen van het gebied gaan vormen omdat het veen inklonk door ontwatering. De inklinking van de veenbodem leidde er toe dat men dijken en kaden moest aanleggen om land en water gescheiden te houden.

## Geografie
Na inklinking van de veenbodem werden grote delen van de laagvlakte enkele eeuwen na de Grote Ontginning weer te nat voor akkerbouw. Als weide en hooiland bleven ze wel geschikt.
Door de grootschalige turfwinning na de middeleeuwen werd het gebied nog veel natter. De vele door de veenderij ontstane veenplassen zijn vanaf de 18e eeuw weer grotendeels als droogmakerijen ingepolderd. Nu nog aanwezige grote veenplasgebieden zijn de Loosdrechtse Plassen, Langeraarsche Plassen, Nieuwkoopse plassen, Reeuwijkse plassen, Vinkeveense Plassen en het Braassemermeer. Het gebied wordt doorstroomd door rivieren als de Hollandse IJssel, Oude Rijn en Lek. Ook zijn er veel kleinere veenrivieren, zoals de Vlist, Loet, Rotte, Aar, Gouwe en Meije.

## Nationaal Landschap
Het Groene Hart was na 1945 lange tijd vooral een planologisch begrip. In 2004 is 180.824 ha door de rijksoverheid aangewezen als Nationaal Landschap. Hierdoor werd het erkend als een gebied met internationaal zeldzame of unieke kenmerken en landschapskwaliteiten. In samenhang daarmee worden ook de bijzondere natuurlijke en recreatieve kwaliteiten benadrukt. Het streven dient te zijn deze kwaliteiten te behouden en waar mogelijk te versterken. Het Groene Hart vormt door zijn gevarieerde en overwegend landelijke karakter een tegenpool voor het stedelijke gebied eromheen. Landbouw, natuur en recreatie zijn de voornaamste functies van het Groene Hart. Bewoners en bezoekers zoeken er rust, ruimte en groen. Sinds 2011 ondersteunen rijks- en provinciale overheid het belang van het Nationaal Landschap niet meer. Honderd maatschappelijke organisaties met tezamen een miljoen leden zijn daar in 2012 tegen in het geweer gekomen. Ze vrezen vergaande aantasting van het gebied dat ze belangrijk achten voor de instandhouding van de leefbaarheid in West-Nederland.
Het Groene Hart is van groot belang voor de Nederlandse weidevogelstand. Bedreigde soorten als grutto, kievit en scholekster komen er veel voor.

## Overheidsbeleid
Het Nederlandse overheidsbeleid heeft vanaf circa 2000 wat accentverschuivingen gekend. De Vijfde Nota voor de Ruimtelijke Ordening bood de grote steden rond het Groene Hart beperkte mogelijkheden tot bouw van woningen aan de rand van het Groene Hart. De overheid beperkte de vestiging van glastuinbouwbedrijven binnen het gebied. Verder wilde de overheid voorkomen dat te veel grote wegen en spoorlijnen het Groene Hart doorkruisen. De Nota Ruimte van minister Dekker, die sinds 2006 kracht van wet heeft, schrapte een aantal van deze regels en gaf de regio zelf meer ruimte om bouwplannen te beoordelen en goed of af te keuren. De toenmalig "coördinerend minister voor het Groene Hart" Cees Veerman stak een stokje voor de aanleg van een snelweg A21-2 dwars door het gebied. De Zuidplaspolder is aan het Groene Hart onttrokken en wordt volgebouwd. Ter compensatie zal recreatie- en natuurgebied Bentwoud worden aangelegd. Met het verdwijnen van het ruimtelijke ordeningsbeleid op rijksniveau verdween ook de beleidscategorie Nationaal Landschap.
Er is een zogenoemd migratiesaldo van toepassing op de woonkernen die in het Groene Hart liggen. Dorpen en steden mogen alleen voor de lokale woningbehoefte uitbreiden en woningbouw plegen. Voorwaarde is dat de bebouwing dan binnen vastgestelde rode-contourlijnen plaatsvindt. In de gemeente Kaag en Braassem, waar de Groene Hart-plaats Roelofarendsveen deel van uitmaakt, is veel bezwaar gemaakt tegen het bouwen van de nieuwbouwwijk Braassemerland. Zowel de gemeente als de provincie Zuid-Holland hebben becijferd dat het migratiesaldo exact ruimte bood om het geplande aantal van 2.250 woningen in Roelofarendsveen te kunnen bouwen.

## Toekomst

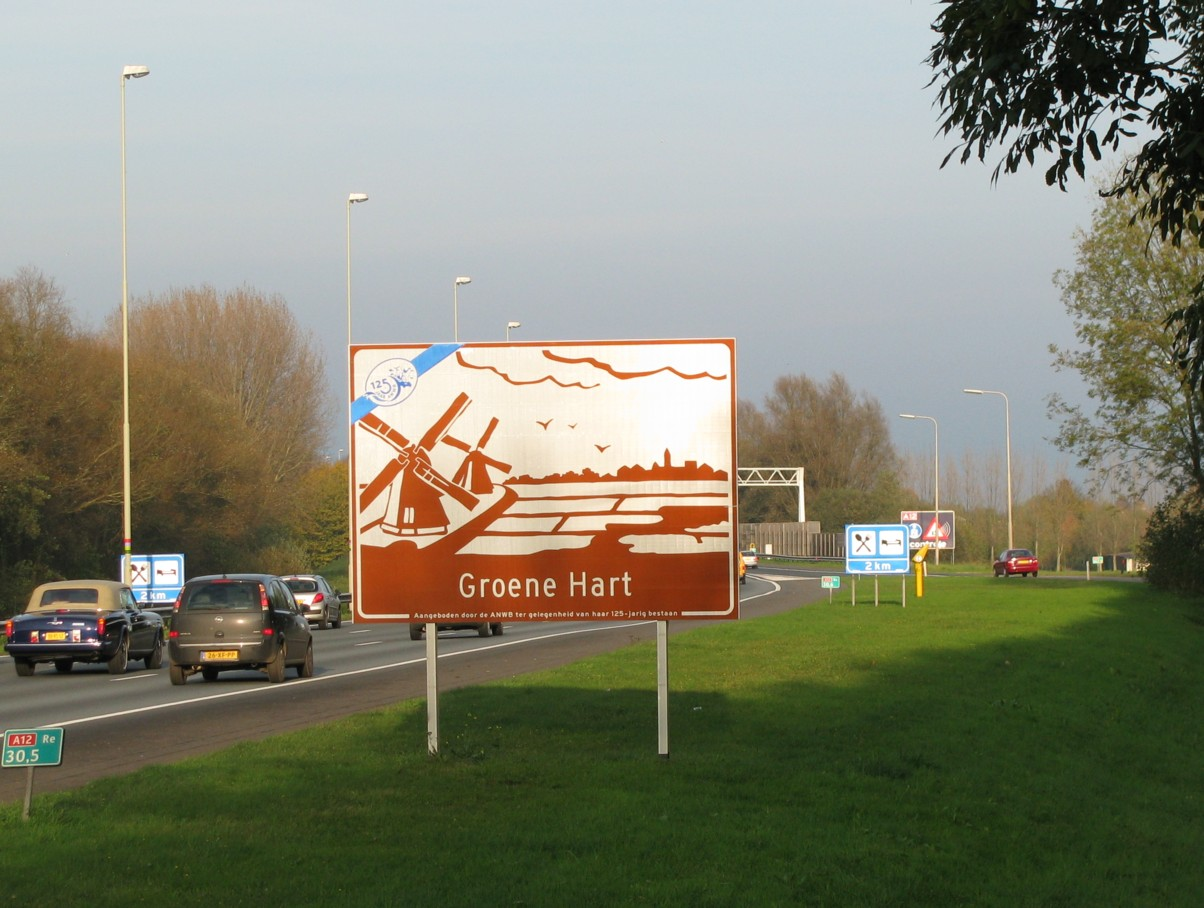
ANWB-bord Groene Hart bij Reeuwijk

Toekomstplannen voor het Groene Hart gaan uit van verschillende zones:
- Om het eigenlijke Groene Hart heen ligt de Randstadring. Dit is de stedelijke zone die het Groene Hart bijna helemaal omringt. Tussen de stedelijke bebouwing liggen groene gebieden die het Groene Hart verbinden met andere groene gebieden in Nederland.
- Direct aansluitend op de Randstadring is er een uitloopzone met veel bos en water. Deze dient voor recreatie en als buffer tegen verdere stedelijke groei.
- Er zullen vier kerngebieden zijn voor natuur en watersport. Hier vindt uitbreiding en ontwikkeling plaats van veenplassen, moerassen en moerasbossen. Het gaat om de gebieden De Venen, de Krimpenerwaard, Vechtplassen en Hollandse Plassen. De overheid wil bestaande natuurgebieden uitbreiden. Deze vier kerngebieden staan met elkaar in verbinding via groenstroken en landbouwgronden.
- Tussen de kerngebieden en de uitloopzones ligt het eigenlijke Groene Hart, het oude veenweidegebied. In dit gebied is plaats voor landbouw, natuur en recreatie.

## Gemeenten
Gemeenten in- of grenzend aan het Groene Hart zijn:
| Gemeente               | Provincie     |
| ---------------------- | ------------- |
| Aalsmeer               | Noord-Holland |
| Alblasserdam           | Zuid-Holland  |
| Alphen aan den Rijn    | Zuid-Holland  |
| Amstelveen             | Noord-Holland |
| Amsterdam              | Noord-Holland |
| Barendrecht            | Zuid-Holland  |
| Blaricum               | Noord-Holland |
| Bodegraven-Reeuwijk    | Zuid-Holland  |
| Capelle aan den IJssel | Zuid-Holland  |
| De Bilt                | Utrecht       |
| De Ronde Venen         | Utrecht       |
| Diemen                 | Noord-Holland |
| Gooise Meren           | Noord-Holland |
| Gorinchem              | Zuid-Holland  |
| Gouda                  | Zuid-Holland  |
| Haarlemmermeer         | Noord-Holland |
| Hardinxveld-Giessendam | Zuid-Holland  |
| Hendrik-Ido-Ambacht    | Zuid-Holland  |
| Hillegom               | Zuid-Holland  |
| Hilversum              | Noord-Holland |
| Houten                 | Utrecht       |
| Huizen                 | Noord-Holland |
| IJsselstein            | Utrecht       |
| Kaag en Braassem       | Zuid-Holland  |
| Katwijk                | Zuid-Holland  |
| Krimpen aan den IJssel | Zuid-Holland  |
| Krimpenerwaard         | Zuid-Holland  |
| Landsingerland         | Zuid-Holland  |
| Laren                  | Noord-Holland |
| Leiden                 | Zuid-Holland  |
| Leiderdorp             | Zuid-Holland  |
| Leidschendam-Voorburg  | Zuid-Holland  |
| Lisse                  | Zuid-Holland  |
| Lopik                  | Utrecht       |

| Gemeente           | Provincie     |
| ------------------ | ------------- |
| Maassluis          | Zuid-Holland  |
| Midden-Delfland    | Zuid-Holland  |
| Molenlanden        | Zuid-Holland  |
| Montfoort          | Utrecht       |
| Nieuwegein         | Utrecht       |
| Nieuwkoop          | Zuid-Holland  |
| Noordwijk          | Zuid-Holland  |
| Oegstgeest         | Zuid-Holland  |
| Ouder-Amstel       | Noord-Holland |
| Oudewater          | Utrecht       |
| Papendrecht        | Zuid-Holland  |
| Pijnacker-Nootdorp | Zuid-Holland  |
| Ridderkerk         | Zuid-Holland  |
| Rijswijk           | Zuid-Holland  |
| Rotterdam          | Zuid-Holland  |
| Schiedam           | Zuid-Holland  |
| Sliedrecht         | Zuid-Holland  |
| Stichtse Vecht     | Utrecht       |
| Teylingen          | Zuid-Holland  |
| Uithoorn           | Noord-Holland |
| Vijfheerenlanden   | Utrecht       |
| Voorschoten        | Zuid-Holland  |
| Vlaardingen        | Zuid-Holland  |
| Waddinxveen        | Zuid-Holland  |
| Wassenaar          | Zuid-Holland  |
| Weesp              | Noord-Holland |
| Westland           | Zuid-Holland  |
| Wijdemeren         | Noord-Holland |
| Wijk bij Duurstede | Utrecht       |
| Woerden            | Utrecht       |
| Zoetermeer         | Zuid-Holland  |
| Zoeterwoude        | Zuid-Holland  |
| Zuidplas           | Zuid-Holland  |
| Zwijndrecht        | Zuid-Holland  |

## Recreatieve routes
In het Groene Hart is een net van recreatieve wandel-, fiets- en vaarroutes aanwezig. Er wordt bij de aanleg van voorzieningen rekening gehouden met zeven miljoen potentiële recreanten en toeristen uit omliggende steden en van verder weg. De regio is voorzien van toeristische overstappunten. Wandelpaden voor langere afstanden door het gebied zijn het Groene Hartpad, een van de Nederlandse streekpaden, en het Floris V-pad, onderdeel van een GR-pad.